# Mobilitat d'últim quilòmetre
En logística, distribució i planificació de transport, la mobilitat d'últim quilòmetre, transport d'últim quilòmetre o, simplement, últim quilòmetre (traduït literalment de l'anglès com a última milla), es refereix al trajecte final del transport de persones i mercaderies. Aquesta última etapa correspon a la distribució des de certs nodes fins a la destinació final i es caracteritza per una major complexitat que la resta del viatge degut a l'increment exponencial del nombre de rutes i destinacions possibles.
La mobilitat d'últim quilòmetre és un camp cada vegada més estudiat a causa de l'increment del nombre de lliuraments al consumidor. Entre els desafiaments es troben augmentar l'eficiència, la millora de les infraestructures o minimitzar els costos i l'impacte ambiental.

## Xarxes de distribució i transport
El transport a través de xarxes ferroviàries o vaixells sol ser molt eficient. No obstant això, una vegada que les persones i mercaderies arriben a una estació o port de càrrega, han de transportar-se fins a la seva destinació final. Aquest últim tram sol ser molt menys eficient i pot arribar a incrementar el cost fins més del 50%. Aquest problema inclou tot tipus de lliuraments en àrees urbanes, la qual cosa contribueix a la congestió del trànsit.
La pròpia planificació urbana pot millorar o empitjorar el problema de l'últim quilòmetre. Així, les ciutats compactes tenen una major eficiència del transport públic, mentre que les ciutats difuses, amb una menor densitat de població, fomenten la utilització del vehicle privat i, per tant, dels embussos i la contaminació ambiental.

Mentre que el transport interurbà és relativament senzill i mitjançant unes poques infraestructures, la distribució final en una ciutat és extremadament complexa, amb nombroses rutes i destinacions.
Xarxa espanyola de ferrocarrils. Unes poques vies connecten la totalitat de les capitals de província.
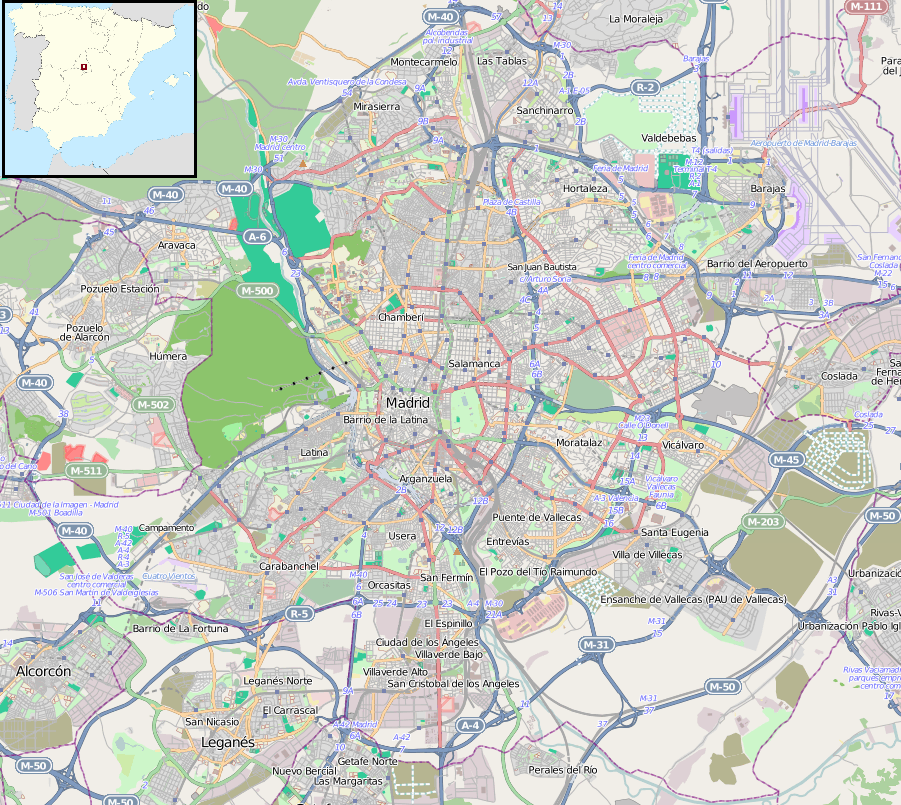
Mapa de Madrid. Nombrosos destins i vies componen l'entramat urbà.

## Solucions al problema de l'últim quilòmetre

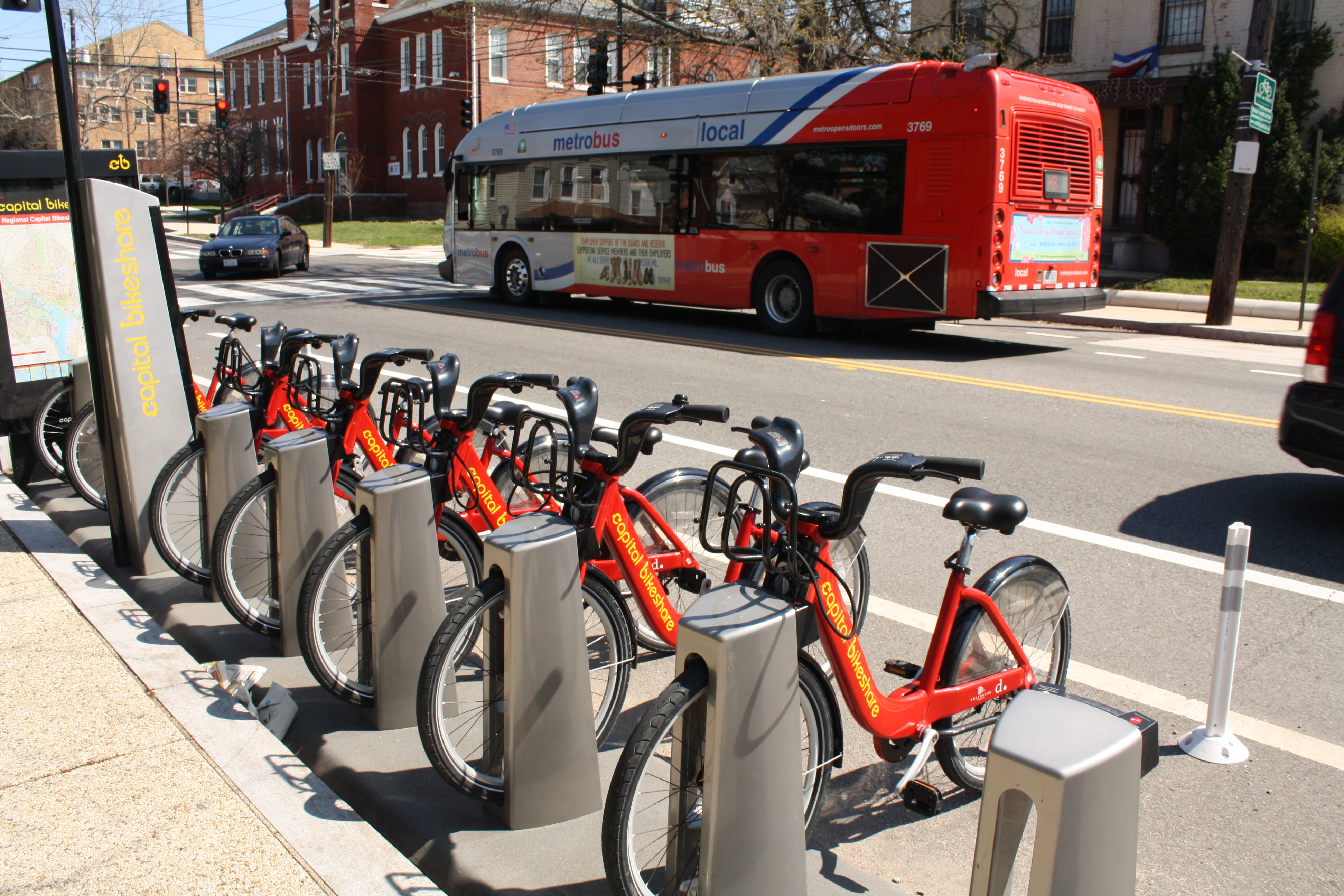
Els sistemes de bicicletes compartides, la intermodalitat o el transport actiu s'han citat com a solucions davant el problema de l'últim quilòmetre.

Entre les solucions adoptades davant el problema de l'últim quilòmetre es troben el foment de les bicicletes de repartiment, el transport col·lectiu, les bicicletes i vehicles compartits o sistemes de Micromobilitat, a més d'incentivar un disseny urbà més eficient, com la ciutat de 15 minuts o infraestructures que permetin una major diversitat de transports, com les Carril bici.
Algunes empreses d'enviament han adoptat la centralització dels lliuraments en certs casellers o botigues repartits per la ciutat, de manera que eviten el desplaçament a cada domicili, però evitant igualment la congestió del trànsit perquè els punts de recollida es troben a distàncies caminables dels clients.